# اسکار لوپس (بازیکن فوتبال، زاده ۱۹۸۴)
اسکار لوپس (اسپانیایی: Óscar López‎؛ زادهٔ ۵ فوریهٔ ۱۹۸۴) بازیکن فوتبال اهل اسپانیا است.
از باشگاه‌هایی که در آن بازی کرده‌است می‌توان به باشگاه فوتبال ویارئال اشاره کرد.